# Placiphorina
Placiphorina is een monotypisch geslacht van keverslakken uit de familie van de Mopaliidae.

## Soort
- Placiphorina gowlettholmesae Kaas & Van Belle, 1994